# زمین‌لرزه ۱۹۶۸ پرو
زمین‌لرزه پرو  در تاریخ ۱۹ ژوئن ۱۹۶۸ میلادی، برابر با ‎۲۹ خرداد ۱۳۴۷، ساعت ۸:۱۳:۳۴ به زمان یوتی‌سی در پرو رخ داد. ژرفای این زلزله ۱۷٫۱ کیلومتر بود. بزرگی آن ۶٫۹ در مقیاس Ms اعلام شده‌است. زمین‌لرزه به وقت محلی در روز چهارشنبه، ساعت ۳ روی داده و منطقه زمانی آن یوتی‌سی -۵ بوده‌است .
سازمان زمین‌شناسی آمریکا نیز جای این زمین‌لرزه را در مختصات ۵°۳۶′جنوبی ۷۷°۱۲′غربی / ۵٫۶°جنوبی ۷۷٫۲°غربی و بزرگی آنرا برابر با ۷ در مقیاس ریشتر اعلام کرده‌است. ژرفای گزارش شده از سوی این سازمان ۳۳ کیلومتر می‌باشد.
شمار کشتگان زلزله حدود ۴۶ نفر بوده‌است.تعداد زخمیان ۱۲۰ نفر برآورده شده‌است.